# Fatal Smile

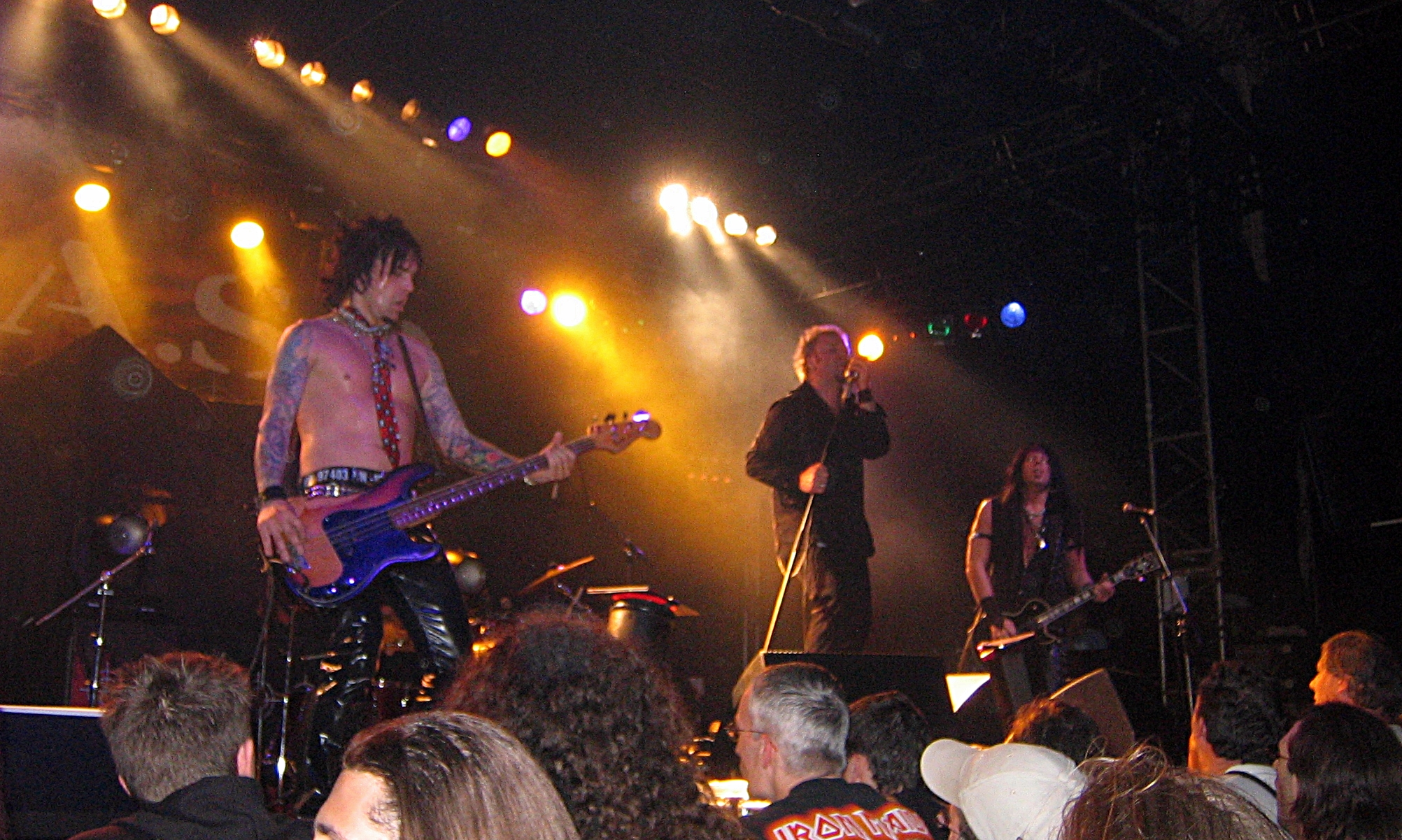
Fatal Smile în Paris

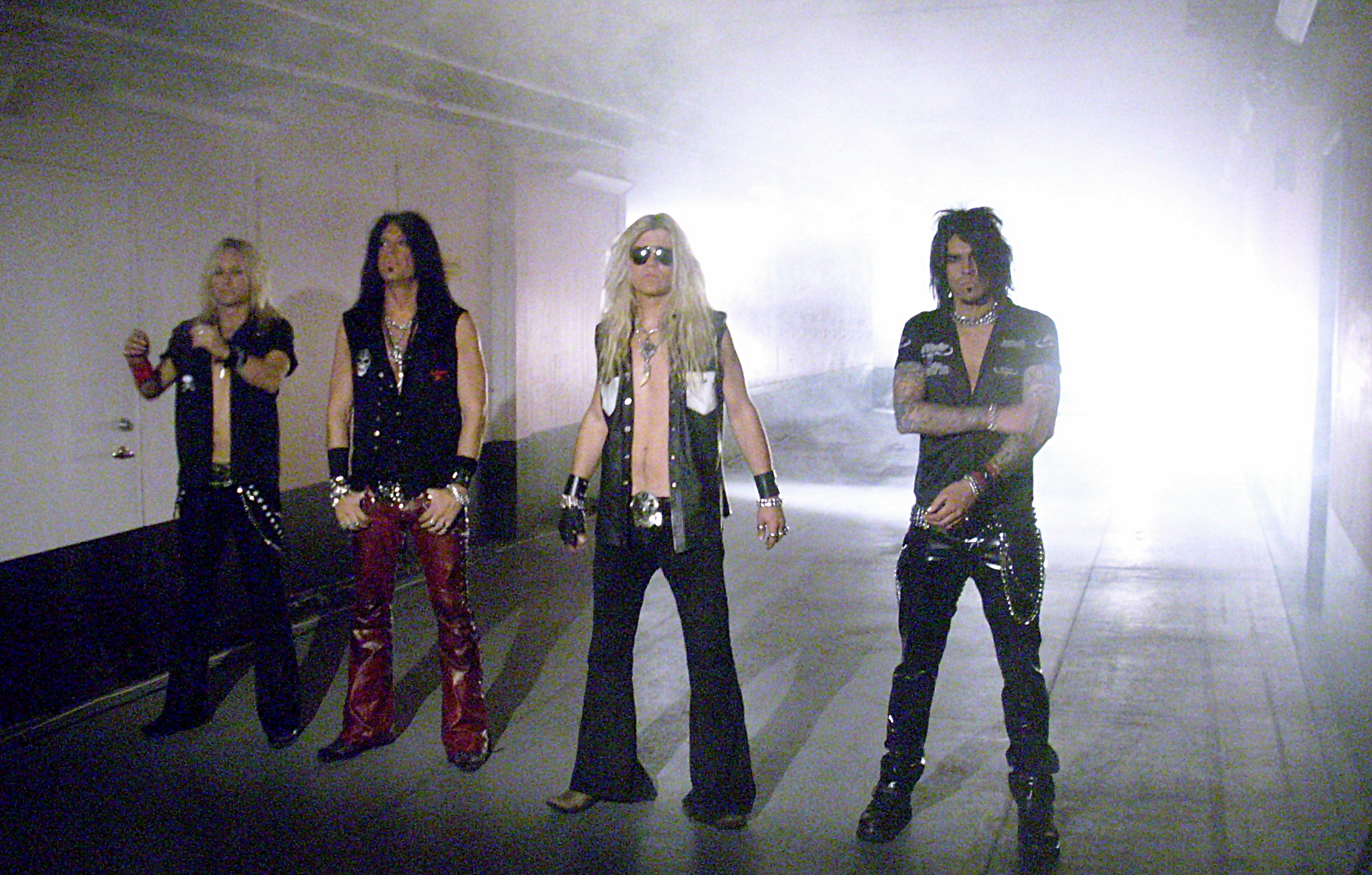

Fatal Smile este o formație hard rock și glam-heavy metal din  Suedia. Trupa a fost formată de chitaristul și compozitorul Mr Y în anul 1995 în Katrineholm.

## Personal

### Membri actuali
- MR.Y - chitară
- Blade - Vocal
- Alx - chitară bas
- Philty - baterie

### Foști membri
- Tomas Lindgren - baterie
- Markus Anderson - chitară bas
- Zteff - baterie
- H.B. Anderson - vocal

## Discografie

### Albume de studio
- Beyond Reality (2002)
- Neo Natural Freaks (2006)
- World Domination (2008)
- 21st Century Freaks (2012)
- White Trash Heroes (2014)

### Single-uri
- 2005 – Learn - Love - Hate
- 2008 – S.O.B.
- 2009 – Run for your life
- 2012 – 21st Century Freaks
- 2013 – For The Last In Line